# Bílá Třemešná
Bílá Třemešná (Duits: Weiß Tremeschna) is een Tsjechische gemeente in de regio Hradec Králové, en maakt deel uit van het district Trutnov.
Bílá Třemešná telt 1335 inwoners. Buiten het plaatsje, in Dolní Brusnice, ligt tegen een heuvel een voormalig kuuroord met een Mariabron en een bijzondere geschiedenis, nabij Hotel Pod Zvičinou.

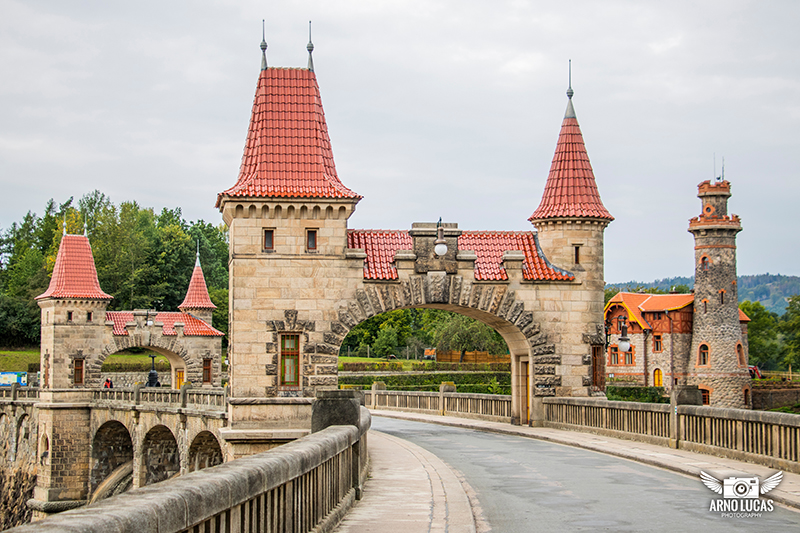
Přehrada Les Království stuwdam

Bílá Třemešná staat bekend om haar sprookjesachtige stuwdam, dat weg heeft van de stijl van Anton Pieck. Dit stuwdam draagt de naam Přehrada Les Království, vrij vertaald betekent dit: Bos Koninkrijk Dam.

## Geografie
Bílá Třemešná ligt ten noorden van Tsjechië, in het Tsjechische gedeelte van het Reuzengebergte.

## Geschiedenis
De oudste historische vermelding van Bílá Třemešná dateert van rond 1238. 